# Nihon Koden Shindō Ryū
El Nihon Koden Shindo Ryu (日本古伝神道流) es un estilo de karate-do cuyo significado literalmente puede leerse como "Estilo Tradicional Japonés del Camino a Dios". Fue fundado por el ya fallecido So Shihan (Gran Maestro) Hiroyuki Hamada en la madrugada del 28 de marzo de 1964 en el templo llamado Isekotaigingie, situado en la prefectura de Mie, Japón. Actualmente la máxima autoridad (fuera de Japón) del estilo es el Ing. Felton Messina el cual posee el grado de So Shihan otorgado por el propio maestro Hiroyuki Hamada en el año 1999 durante un entrenamiento en Japón. Este nombramiento le es válido en todo el mundo excepto en la isla de Japón propiamente donde posee el grado de 7.º Dan, nivel este reconocido también por la Federación Mundial de Karate.
Las técnicas del estilo se componen de movimientos extraídos y adaptados por el fundador, de los estilos antiguos de karate Tomari Ha, Shuri Te y To Te. Estas técnicas fueron modificadas buscando la máxima efectividad y luego refinadas y pulidas por el So Shihan Ing. Felton Messina con la inclusión de otras adicionales.
El estilo actualmente es practicado en los siguientes países: República Dominicana, Puerto Rico, Cuba, Ecuador, Camboya, Venezuela, Japón y Estados Unidos.

## Características fundamentales
La base fundamental del sistema es la velocidad que se consigue conociendo y dominando la técnica de lo "flojo-duro-flojo". Este ritmo de ejecución permite mantener la mayor parte del tiempo todos los músculos y tendones del cuerpo totalmente relajados y solamente a la hora de hacer impacto con la técnica elegida todo el cuerpo se tranca (duro) haciendo que con esta transición la masa corporal vibre (como vibra la flecha al clavarse en el blanco) transmitiendo la energía (energía cinética o de movimiento) de la velocidad desarrollada. Tan pronto se hace impacto con el oponente se vuelve al estado flojo original. Sabiendo coordinar este ritmo la velocidad de cualquier técnica o movimiento aumenta considerablemente y además se ahorra más energía. El estilo hace énfasis en el movimiento de la cadera al golpear y bloquear para aumentar la velocidad y fuerza de impacto. El estilo también incluye movimientos circulares y lineales. Otro aspecto muy importante del estilo el cual se enfatiza especialmente en kumite es el "sabaki".
Como en muchos otros estilos el Kihon (lo básico), las Katas (formas o patrones de movimientos), los Bunkai (formas ejecutadas con un compañero atacando) y el Kumite (pelea libre) son parte intrínseca de las prácticas. El estilo también incorpora técnicas de manipulación de articulaciones, zafes, agarres, inmovilizaciones y peleas arregladas como lo son el Ippon kumite, el Sanbon kumite y los Jakusoku kumite. El estilo completo contiene 18 katas más otros requerimientos adicionales.

### Posiciones

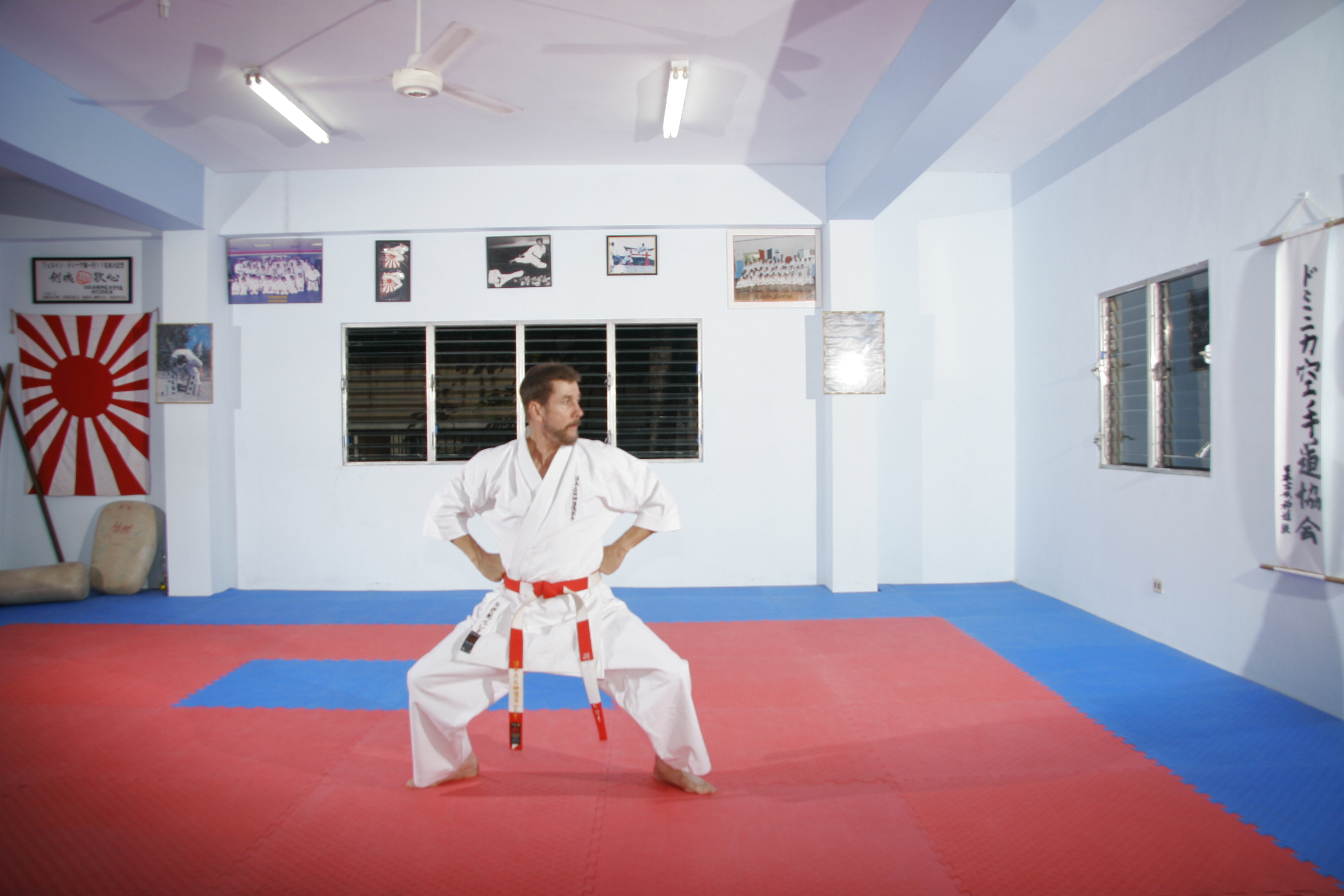
So Shihan Felton Messina en Shiko dachi en uno de los pasos de la kata Enpi.

Las posiciones fundamentales que se practican son:
- Heisoku dachi
- Mosubi dachi
- Fudo dachi
- Sanchin dachi
- Shiko dachi
- Kokutsu dachi
- Zenkutsu dachi
- Futsudo dachi
- Neko ashi dachi
- Naihanchi dachi
- Kosa dachi
- Suro ashi dachi

Debemos mencionar que hay posiciones como el Kokutsu, el Zenkutsu y el Naihanchi que son ejecutadas un poco más cerradas que lo observado en otros estilos, esto con el objetivo de tener rapidez en el desplazamiento. Por ejemplo, el avance en zenkutsu dachi no realiza media luna, el movimiento es directo hacia delante. En el caso del Naihanchi, las rodillas deben quedar directamente sobre los pies para que la posición sea fuerte y además permita el amplio uso de la cadera en los bloqueos y golpes.

### Bloqueos
Los bloqueos fundamentales que se practican son:
- Jodan uke
- Chudan uke
- Gedan Barai
- Koken uke o Kakuto uke
- Shuto uke
- Morote uke
- Yuyi uke
- Enpi uke

Un bloqueo característico del estilo es el morote chudan uke, no solo por su forma particular de ejecutarse sino también por la cantidad de veces que aparece dentro del currículo; incluso sustituyendo al chudan shuto uke dentro de las katas más conocidas. También son estudiadas una buena cantidad de formas de bloqueo con el codo o enpi uke.

### Patadas
Las patadas fundamentales del estilo son:
- Mae-geri
- Mawashi geri
- Yoko geri
- Ushiro geri
- Mikazuki geri
- Tobi geri

Todas estas técnicas de pateo se ejecutan a nivel chudan (torso del cuerpo), esto se debe a que el So Shihan Hiroyuki Hamada siempre enseñó que el nivel Jodan (la cara) era para golpear con los puños, los cuales son mucho más rápidos a nivel de esa área. El estilo defiende que el pateo alto solo tiene utilidad en las competencias deportivas o en otros sistemas de combate como el Taekwondo, no en el karatedo tradicional.

### Katas
En el Nihon Koden Shindo Ryu se practican las siguientes Katas:
- Kihon No Kata: "Técnicas básicas"; aquí se engloban los bloqueos básicos (gedan barai, chudan uke y jodan uke), el Kihon tsuki (técnicas básicas de golpeo) y el Kihon geri (técnicas básicas de pateo).

- Pinan Nidan
- Pinan Sandan
- Pinan Shodan
- Pinan Yondan
- Pinan Godan

Pinan, "mente en paz"; son 5 katas las cuales se estudian en este orden, de menor a mayor complejidad sin cambiar los nombres originales de las mismas, aunque los números en japonés indiquen lo contrario.
- Naihanchi Shodan
- Naihanchi Nidan
- Naihanchi Sandan

Naihanchi, "jinete de hierro"; en sus tres versiones contienen dos características peculiares, un enbusem totalmente lineal y el uso de una única posición, Naihanchi dachi. La ejecución correcta de estas katas requiere, al no haber giros a otras posiciones, primero, un claro sentido de la mirada hacia el lugar de la acción y segundo, un amplio uso de la cadera para generar la fuerza necesaria en los bloqueos y golpes.
- Bassai: "Penetrar a través de la fuerza"; caracterizado por fuertes movimientos de bloqueo que se ejecutan adelantándose al movimiento del atacante, sin retroceder. Fue adaptado del Bassai del estilo Wado Ryu por el So Shihan Felton Messina debido a la popularidad de esta kata en el mundo y las similitudes existentes entre ambos estilos. Vea la kata aquí y su bunkai

- Enpi: "codo"; esta kata fue creada por el So Shihan Felton Messina con la aprobación última del So Shihan Hiroyuki Hamada y consiste, como su nombre lo indica, en una serie de bloqueos y ataques empleando los codos. No confundir el nombre de la kata con la llamada Empi o "Golondrina voladora" que se practica en el estilo Shotokan. Vea la kata aquí

- Seishan: "trece"; enseña la lucha a muy corta distancia al emplear casi mayoritariamente la posición Futsudo dachi y el uso de golpes cortos y pateos bajos. Contiene una técnica muy efectiva para liberarse de un agarre.

- Chinto: "combatiendo hacia el este"; fue adaptado de una kata enseñada por un marinero chino por el antiguo maestro Kokasu Matsumura. Su característica fundamental es el uso de la postura en una pierna Suro ashi dachi.

- Koug Shan Kough: esta kata toma el nombre de un agregado militar chino conocedor del kung fu el cual enseñó en okinawa sobre el año 1756. Es la kata más larga de todo el programa y requiere una práctica continua y sistemática para lograr dominarla.

- Sanchin: "tres batallas"; se refiere a la pugna entre mente, cuerpo y espíritu con el objetivo de desarrollar el ki o energía universal. No posee bunkai kumite en el estilo y se practica para fortalecer los músculos y adquirir una respiración correcta. Emplea una única posición, Sanchin dachi.

- Wanshu: kata que recibe el nombre de un agregado militar, presumiblemente, médico, que visitó okinawa en el año 1683. Se practica una variante de la kata algo diferente a la de otros estilos.

- Seipai: "dieciocho"; la kata más avanzada del estilo, se exige para el grado de Shihan (maestro). De origen claramente chino, probablemente del estilo del tigre; presenta técnicas variadas de escapes de agarres, proyección, control y llaves.

- Sai no Kata: "forma del Sai"; kata elaborado por el So Shihan Felton Messina el cual enseña la forma correcta del manejo de los Sai, siendo esta arma muy utilizada en la tradición del Kobudō.

- Bo no Kata: "forma del palo"; esta kata se ejecuta con un palo de aproximadamente una pulgada de espesor y 6 pies de largo. Es una versión de una forma muy popular en el Kobudō que se conoce como Sakugawa no Kon.

La Kata es una parte muy importante del entrenamiento en este estilo ya que los practicantes defienden la idea de que hacer buena kata ayuda a mejorar las habilidades de Kumite.

## Otros requerimientos
- Bunkai kumite: La aplicación de los movimientos de las katas. Hasta el nivel de Ikkyu (1.er Kyu) se ejecutan siguiendo el mismo enbusem de la kata, a partir de ahí, se realiza con un solo oponente desde la posición de combate.

- Ippon Kumite: Consiste en dos series por parejas de 5 ippon kumite cada una que enseñan movimientos básicos de bloqueo y contraataque enseñados en los niveles de 6.º y 5.º kyu.

- Sanbon Kumite: Ejercicio de pelea simulada y continua con un compañero donde las técnicas son encadenadas unas con otras.

- Yakusoku Kumite: Son 10 yakusoku kumite por pareja muy tradicionales donde además de la marcialidad intrínseca que debe existir, se enseñan aplicaciones de defensa y contraataque.

- Jiu Kumite: El jiu kumite o pelea libre como se le llama consiste en la aplicación de las técnicas aprendidas en las prácticas combinándolas con velocidad, buen estado de alerta y ritmo. Hay que clarificar que ese tipo de pelea no es pre arreglado y cuando se practica en el dojo no se utilizan las reglas de competencia ya que se hace énfasis en la continuidad del combate y el contacto. Es un requerimiento para todos los grados.

- Taisawaki: Como su nombre lo indica, eludir el golpe girando el cuerpo y permaneciendo a su vez cerca del oponente; esta es la forma más avanzada de defensa. Se enseñan en dos series por parejas de 7 taisawaki. Existe en una forma básica y una avanzada ya para el grado de Shihan.

- Nigiru: Zafe de agarre, se ejecutan para el grado de Shodan y lo componen 8 zafes de agarres clásicos.

- Inmovilizaciones: Serie de 8 aplicaciones básicas para controlar e inmovilizar al contrario. Estas son requeridas para el grado de Sandan.

## Grados
A continuación, el orden de grados básico desde cinta blanca 8.º kyu hasta cinta negra 1.er. dan.
| Orden de Grados del Shindo Ryu |
| Negro (Shodan)                 |
| Marrón (3.er y 1.er Kyu)       |
| Azul (4.º Kyu)                 |
| Verde (5.º Kyu)                |
| Naranja (6.º Kyu)              |
| Amarillo (7.º Kyu)             |
| Blanco (8.º Kyu)               |

Los grados que siguen después de Shodan son:
- Nidan (Segundo Dan)
- Sandan (Tercer Dan)
- Yondan (Cuarto Dan)
- Godan (Quinto Dan)

Al alcanzar el grado de Yondan uno se convierte en Shihan o "maestro". Los grados que le siguen al de Godan no se alcanzan tomando un examen como en los grados anteriores, sino que se alcanzan por la difusión y el tiempo dedicado al estilo, en otras palabras, por tener discípulos y/o escuela(s) propia y por los años dedicados a la práctica del estilo. El grado más alto que se puede alcanzar en el estilo es el de So Shihan o "maestro de maestros".